# Ctenosaura oedirhina
Ctenosaura oedirhina är en ödleart som beskrevs av de Queiroz 1987. Ctenosaura oedirhina ingår i släktet Ctenosaura och familjen leguaner. IUCN kategoriserar arten globalt som starkt hotad. Inga underarter finns listade i Catalogue of Life.
Arten förekommer endemisk på öarna Isla de Roatán och Isla Barbareta som tillhör Honduras (Bahíaöarna). Den vistas i mangrove och i mera torra skogar.